# Dominique Joseph Garat

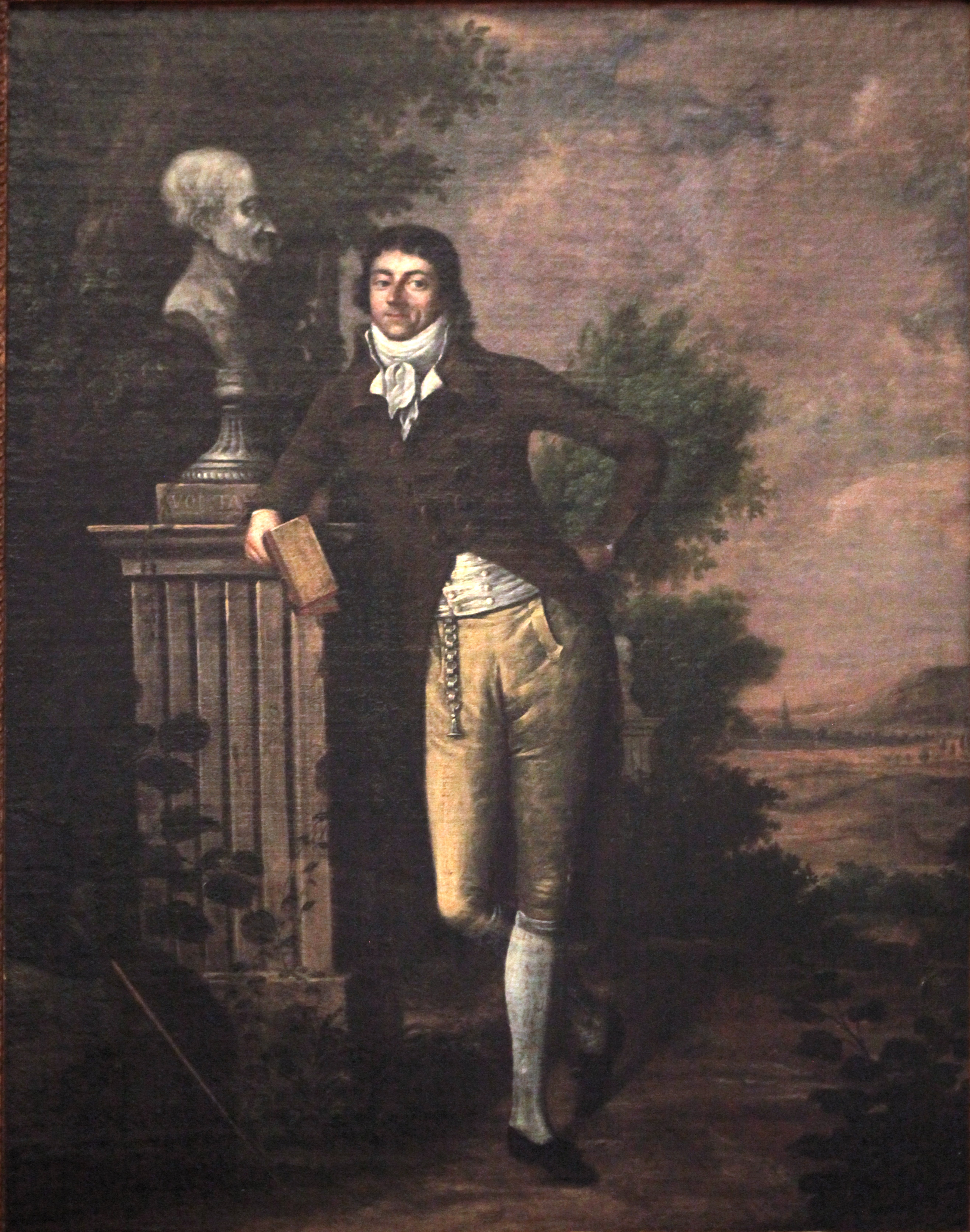
Dominique Joseph Garat auf einem 1794 entstandenen Gemälde von Johann Friedrich Dryander.

Dominique Joseph Garat (* 8. September 1749 in Ustaritz bei Bayonne; † 29. Dezember 1833 ebenda) war ein französischer Politiker, Journalist, Philosoph und Schriftsteller.

## Leben und Wirken
Garat war Anwalt in Bordeaux und zog später nach Paris, um sich der Literatur zu widmen. Dort arbeitete er auch als Autor für die Encyclopédie méthodique. Er war Mitglied der 1776 gegründeten Freimaurerloge den Les Neuf Sœurs und durch diese später auch Mitglied in der Gesellschaft der Dreißig.
Beim Ausbruch der französischen Revolution wurde er zum Deputierten der Generalstände gewählt und hielt ab 1790 zugleich Vorlesungen über Alte Geschichte. Nach dem Amtsverzicht Georges Dantons, wurde er am 9. Oktober 1792 Justizminister und unterschrieb unter anderem das Todesurteil Ludwig XVI. Das Amt des Justizministers legte er am 19. März 1793 nieder. Am 23. Januar 1793 wurde er zuerst im Interim und später regulär Innenminister und trat aber am 20. August 1793 zurück und wurde Redakteur des republikanischen Journals Salut public. Unter der Terrorherrschaft saß er kurze Zeit in Haft, da ihm eine politische Nähe zur Gironde nachgesagt wurde.
Nach dem 9. Thermidor wurde er an die Spitze des öffentlichen Schulunterrichts berufen, überließ aber seine Stelle kurz darauf an Pierre Louis Ginguené und übernahm eine Professur an einer Schule. Während des Direktoriums saß er ab 1796 im Conseil des Anciens, 1799 wurde er dessen Präsident.
Unter Napoleon Bonaparte wurde er 1799 Mitglied des Senats und zum Comte d'Empire erhoben. Im Jahr 1803 wurde er Mitglied in der Académie française. 1806 wurde er Mitglied der Académie des sciences morales et politiques am Institut de France, und während der Herrschaft der Hundert Tage Mitglied der Chambre des Représentants (Repräsentantenkammer). Nach der Restauration blieb er ohne Anstellung und wurde 1816 aus der Liste der Mitglieder des Institut de France gestrichen und erst nach der Julirevolution 1832 in der neu gegründeten Académie des sciences morales et politiques des Institut de France aufgenommen.

## Werke (Auswahl)
- Éloge de Suger,
- Éloge de Montausier,
- Éloge de Fontenelle,
- Précis historique de la vie du chevalier de Bonnard, (1787)
- Mémoire sur la révolution ou exposé de ma conduite, (1795)
- Mémoires historiques sur la vie de Suard, sur ses écrits et sur le XVIIIe siècle (1820)